# Jakubowski (herb baronowski)

Herb Jakubowski Baron według dyplomu z 1831

Herb Jakubowski Baron według Ostrowskiego

Jakubowski Baron  – polski herb baronowski, nadany wraz z tytułem w Galicji.

## Opis herbu
Opis stworzony zgodnie z klasycznymi zasadami blazonowania:
Na tarczy czterodzielnej: w pierwszej części srebrnej, mur czerwony o trzech rzędach cegieł, na murze pół orła dwugłowego czarnego. W drugiej części czerwonej topór srebrny z drzewcem naturalnym w pas, ptak wzlatujący srebrny z łapami i dziobem czerwonym, a za nim gwiazda złota. W trzeciej części czerwonej topór srebrny z drzewcem naturalnym w pas. W czwartej części błękitem srebrna rzeka w lewo skos z krzyżem srebrnym u góry. Nad tarczą dwa hełmy z klejnotami, na prawym w koronie dwa skrzydła orle czarne, na lewym w koronie trzy pióra strusie.
Tak wyglądał herb według nadania z 1831 roku. Juliusz Karol Ostrowski podał inne klejnoty: prawy pół orła czarnego, lewy topór jakby wbity w koronę. Wedle Ostrowskiego jest to odmiana powstała przy przelaniu tytułu na inną linię rodziny.

## Najwcześniejsze wzmianki
Nadany 20 czerwca 1809, następnie powtórnie 9 sierpnia 1810. Dyplom nie został jednak wydany; nastąpiło to dopiero 11 lutego 1831. O nadanie wystąpili Wincenty i Czesław von Jakubowscy, ale w międzyczasie zmarł Czesław. Wincenty był synem Felicjana, nobilitowanego w 1764 z herbem Topór odmienny.

## Symbolika
Pole I ma upamiętniać zasługi dla cesarza, pole II i III - zasługi na polu chwały rodu Jakubowskich, pole IV - zasługi na polu chwały rodu matki.

## Herbowni
Jedna rodzina herbownych:
Baron Austrii, freiherr von Jakubowski. Wraz z nadaniem obdarowany zyskał zgodę na zmianę nazwiska na Ostrowiec und Jakubowitze-Jakubowski.